# Lophiosilurus
Lophiosilurus is een monotypisch geslacht van straalvinnige vissen uit de familie van de Pseudopimelodidae.

## Soorten
- Lophiosilurus alexandri Steindachner, 1876